# Anneliese Rothenberger
Anneliese Rothenberger (19. juni 1924 – 24. maj 2010) var en tysk operasanger og lyrisk sopran.[kilde mangler]